# Madonna col Bambino tra i santi Rocco e Sebastiano (Boselli)
La Madonna col Bambino tra san Rocco e san Sabastiano è un dipinto realizzato con la tecnica a fresco di Antonio Boselli, datato 1529, e conservato nei locali del Luogo Pio Colleoni, nella parte alta della città di  Bergamo.

## Storia
L'affresco è datato sulla parte inferiore MDXXIX (1529), e non riporta la firma dell'autore, ma le numerose affinità che vi sono tra questo dipinto e quello su tavola conservato nella pinacoteca dell'Accademia Carrara intitolato San Lorenzo tra i santi Giovanni Battista e Barbara di Cipro, di qualche anno precedente, lo assocerebbero all'artista sangiovannese. Inoltre il Borelli aveva più volte ricevuto commissioni dai consiglieri del Luogo Pio nei primi anni del ventennio. L'opera è conservata nella sala che precede la grande sala picta luogo delle riunioni del consiglio dell'ente caritativo, quindi un luogo istituzionale, ed è sicuramente un ex-voto, forse un ringraziamento dopo la peste che nel 1529 aveva contagiato la bergamasca.
La figura del Colleoni, pure essendo un famoso condottiero, è sicuramente legata ad atti di grande fede cristiana; nella medesima sala si conserva il grande affresco del Cristo crocifisso con san Francesco d'Assisi e Bartolomeo Colleoni proveniente dal Convento di Santa Maria Incoronata di Martinengo e risalente al XIV secolo. Fu quindi una scelta dei consiglieri della fondazione del Luogo Pio che vollero confermare questa forte impronta cristiana del condottiero bergamasco.

## Descrizione
Il dipinto rappresenta una Sacra conversazione nella tradizionale raffigurazione dei primi anni del XVI secolo con la Vergine centrale in posizione seduta posta su di un piedistallo con una bianca nuvola ai suoi piedi. La Madonna tiene tra le braccia il Figlio che è raffigurato in modo molto plastico, rendendo quasi difficvile per la donna il trattenerlo.  Alla destra la rappresentazione di san Sebastiano che presenta numerose ferite e con in una mano un mazzo di frecce. Sul lato opposto san Rocco con il bastone da viaggiatore mentre mostr alla Vergine la piaga sulla gamba sinistra. Sul piedistallo vi è la scritta GRATIARUM MATER (Madre delle grazie). 
L'arte del Cinquecento di Bergamo aveva assorbito tutta la novità del Rinascimento veneto portato da Lorenzo Lotto. Anche il Boselli era rimasto affascinato e contagiato da questo nuovo spirito che aveva invaso la città, l'opera infatti ha caratteristiche vicine ai lavori del veneziano: la Madonna ha un atteggiamento di affetto e di accondiscendenza verso la vivacità del Figlio. Il dipinto ha affinità anche con il polittico di Cusio sempre opera del Boselli.
Purtroppo l'affresco risulta molto impoverito nei colori, forse a causa di un tentativo di strappo durante il periodo in cui i locali erano diventati proprietà privata.